# Composition des équipes féminines de hockey sur gazon aux Jeux du Commonwealth de 2022
Cet article répertorie les équipes du tournoi féminin aux Jeux du Commonwealth de 2022, qui se tiendront à Birmingham, en Angleterre du 29 juillet au 8 août 2022.

## Poule A

### Angleterre
La sélection a été annoncée le 14 juin 2022.
Entraîneur:  David Ralph
| Numéro | Joueur                 | Date de naissance | Âge | Sélections |
| ------ | ---------------------- | ----------------- | --- | ---------- |
| 1      | Maddie Hinch (GB)      | 8 octobre 1988    | 33  | 169        |
| 4      | Laura Unsworth         | 8 mars 1988       | 34  | 294        |
| 6      | Anna Toman             | 29 avril 1993     | 29  | 104        |
| 7      | Hannah Martin          | 30 décembre 1994  | 27  | 95         |
| 11     | Holly Hunt             | 15 mai 1997       | 25  | 12         |
| 12     | Lily Walker            | 5 juin 2002       | 20  | 9          |
| 13     | Elena Rayer            | 22 novembre 1996  | 25  | 77         |
| 14     | Tessa Howard           | 6 janvier 1999    | 23  | 44         |
| 16     | Isabelle Petter        | 27 juin 2000      | 22  | 51         |
| 18     | Giselle Ansley         | 31 mars 1992      | 30  | 181        |
| 20     | Hollie Pearne-Webb (C) | 19 septembre 1990 | 31  | 211        |
| 21     | Fiona Crackles         | 11 février 2000   | 22  | 33         |
| 23     | Sophie Hamilton        | 28 février 2001   | 21  | 14         |
| 24     | Shona McCallin         | 18 mai 1992       | 30  | 106        |
| 25     | Sabbie Heesh (GB)      | 16 décembre 1991  | 30  | 26         |
| 26     | Lily Owsley            | 10 décembre 1994  | 27  | 180        |
| 28     | Flora Peel             | 19 septembre 1996 | 25  | 10         |
| 31     | Grace Balsdon          | 13 avril 1993     | 29  | 100        |

### Inde
La sélection a été annoncée le 23 juin 2022.
Entraîneur:  Janneke Schopman
| Numéro | Joueur                | Date de naissance | Âge | Sélections |
| ------ | --------------------- | ----------------- | --- | ---------- |
| 2      | Gurjit Kaur           | 25 octobre 1995   | 26  | 112        |
| 3      | Deep Grace Ekka       | 3 juin 1994       | 28  | 228        |
| 4      | Monika Malik          | 5 novembre 1993   | 28  | 178        |
| 5      | Sonika Tandi          | 20 mars 1997      | 25  | 47         |
| 7      | Sharmila Devi         | 10 octobre 2001   | 20  | 33         |
| 8      | Nikki Pradhan         | 8 décembre 1993   | 28  | 127        |
| 11     | Savita Punia (C),(GB) | 11 juillet 1990   | 32  | 228        |
| 13     | Rajani Etimarpu (GB)  | 9 juin 1990       | 32  | 96         |
| 14     | Sangita Kumari        | 24 décembre 2001  | 20  | 6          |
| 15     | Nisha Warsi           | 9 juillet 1995    | 27  | 37         |
| 16     | Vandana Katariya      | 15 avril 1992     | 30  | 264        |
| 18     | Udita Duhan           | 14 janvier 1998   | 24  | 58         |
| 20     | Lalremsiami           | 30 mars 2000      | 22  | 86         |
| 24     | Jyoti Rumavat         | 11 décembre 1999  | 22  | 30         |
| 25     | Navneet Kaur          | 26 janvier 1996   | 26  | 107        |
| 27     | Sushila Chanu         | 25 février 1992   | 30  | 208        |
| 30     | Salima Tete           | 27 décembre 2001  | 20  | 53         |
| 32     | Neha Goyal            | 15 novembre 1996  | 25  | 103        |

### Canada
La sélection a été annoncée le 4 juillet 2022.
Entraîneur :  Robert Short
| Numéro | Joueur                 | Date de naissance | Âge | Sélections |
| ------ | ---------------------- | ----------------- | --- | ---------- |
| 1      | Chloé Walton           | 28 avril 2000     | 22  | 1          |
| 4      | Mélanie Scholz         | 15 juillet 2000   | 22  | 0          |
| 6      | Jordyn Faiczak         | 2 avril 1999      | 23  | 32         |
| 7      | Anna Mollenhauer       | 18 septembre 1999 | 22  | 30         |
| 9      | Madison Thompson       | 11 août 1994      | 27  | 11         |
| 12     | Sara Goodman           | 22 octobre 1999   | 22  | 22         |
| 13     | Hannah Haughn          | 4 septembre 1994  | 27  | 194        |
| 14     | Karli Johansen         | 26 mars 1992      | 30  | 155        |
| 15     | Grace Delmotte         | 26 juillet 2002   | 20  | 3          |
| 16     | Natalie Sourisseau (C) | 5 décembre 1992   | 29  | 160        |
| 17     | Sara McManus           | 14 août 1993      | 28  | 198        |
| 18     | Alexis de Armand       | 4 avril 1997      | 25  | 32         |
| 19     | Audrey Sawers          | 22 novembre 1999  | 22  | 11         |
| 21     | Amanda Woodcroft       | 9 octobre 1993    | 28  | 136        |
| 22     | Madeline Secco         | 15 mars 1994      | 28  | 150        |
| 23     | Brienne Stairs         | 22 décembre 1989  | 32  | 184        |
| 31     | Rowan Harris (GB)      | 11 août 1996      | 25  | 51         |
| 32     | Marcia Laplante (GB)   | 30 août 1997      | 24  | 4          |

### Pays de Galles
La sélection a été annoncée le 15 juin 2022.
Entraîneur:  Kevin Johnson
| Numéro | Joueur                | Date de naissance | Âge | Sélections |
| ------ | --------------------- | ----------------- | --- | ---------- |
| 1      | Roseanne Thomas (GB)  | 5 mai 1992        | 30  | 85         |
| 3      | Olivia Hoskins        | 31 juillet 1998   | 23  | 8          |
| 6      | Sophie Robinson       | 13 septembre 1988 | 33  | 46         |
| 7      | Sian French (C)       | 19 juin 1991      | 31  | 119        |
| 8      | Sarah Jones           | 25 juin 1990      | 32  | 140        |
| 9      | Millie Holme          | 11 novembre 2002  | 19  | 8          |
| 14     | Eloise Laity          | 9 mai 1994        | 28  | 59         |
| 15     | Elizabeth Bingham (C) | 21 janvier 1995   | 27  | 94         |
| 17     | Leah Wilkinson (C)    | 3 décembre 1986   | 35  | 193        |
| 18     | Isabelle Howell       | 22 février 2000   | 22  | 35         |
| 19     | Holly Munro           | 22 juillet 1998   | 24  | 0          |
| 21     | Xenna Hughes          | 19 septembre 1992 | 29  | 107        |
| 22     | Ella Jackson (GB)     | 30 mai 1995       | 27  | 35         |
| 23     | Hannah Cozens         | 8 avril 1997      | 25  | 55         |
| 24     | Amy Burton            | 30 août 1995      | 26  | 7          |
| 26     | Rebecca Daniel        | 4 février 2001    | 21  | 0          |
| 27     | Joanne Westwood       | 4 août 1993       | 28  | 120        |
| 29     | Isobel Webb           | 10 août 1998      | 23  | 33         |

### Ghana
La sélection a été annoncée le 22 juillet 2022.
Entraîneur:  Ghazanfar Ali
| Numéro | Joueur              | Date de naissance | Âge | Sélections |
| ------ | ------------------- | ----------------- | --- | ---------- |
| 1      | Bridget Azumah (GB) | 5 juin 1993       | 29  | 24         |
| 3      | Serwaa Boakye       | 17 mars 1993      | 29  | 48         |
| 4      | Ernestina Coffie    | 5 novembre 1993   | 28  | 36         |
| 5      | Hagiet Copson       | 20 juin 2001      | 21  | 0          |
| 6      | Nafisatu Umaru (C)  | 17 décembre 1993  | 28  | 49         |
| 7      | Adizatu Sulemana    | 27 décembre 1997  | 24  | 19         |
| 8      | Cecilia Amoako      | 22 novembre 1993  | 28  | 53         |
| 10     | Elizabeth Opoku     | 2 février 1994    | 28  | 51         |
| 11     | Lydia Afriyie       | 6 septembre 1997  | 24  | 30         |
| 12     | Martha Sarfoa       | 4 août 1993       | 28  | 36         |
| 14     | Mavis Berko         | 13 juillet 1997   | 25  | 19         |
| 17     | Vivian Narkuor      | 24 septembre 1999 | 22  | 24         |
| 18     | Abigail Boye (GB)   | 24 septembre 1989 | 32  | 10         |
| 19     | Racheal Bamfo       | 9 avril 1990      | 32  | 51         |
| 22     | Roberta Sarfo       | 28 novembre 1997  | 24  | 18         |
| 24     | Eleanor Otoo        | 26 décembre 2001  | 20  | 0          |
| 26     | Doris Antwi         | 19 décembre 2001  | 20  | 4          |
| 27     | Dede Okine          | 28 novembre 2001  | 20  | 4          |

## Poule B

### Australie
La sélection est annoncée le 11 juin 2022.
Entraîneur:  Katrina Powell
| Numéro | Joueur               | Date de naissance | Âge | Sélections |
| ------ | -------------------- | ----------------- | --- | ---------- |
| 1      | Claire Colwill       | 19 septembre 2003 | 18  | 4          |
| 2      | Ambrosia Malone      | 8 janvier 1998    | 24  | 64         |
| 4      | Amy Lawton           | 19 janvier 2002   | 20  | 26         |
| 6      | Penny Squibb         | 9 février 1993    | 29  | 16         |
| 7      | Aleisha Power (GB)   | 1er janvier 1997  | 25  | 6          |
| 8      | Georgia Wilson       | 20 mai 1996       | 26  | 48         |
| 9      | Shanea Tonkin        | 28 avril 1997     | 25  | 4          |
| 10     | Maddy Fitzpatrick    | 14 décembre 1996  | 25  | 90         |
| 12     | Greta Hayes          | 17 octobre 1996   | 25  | 20         |
| 14     | Stéphanie Kershaw    | 19 avril 1995     | 27  | 77         |
| 15     | Kaitlin Nobbs (C)    | 24 septembre 1997 | 24  | 92         |
| 18     | Jane Claxton (C)     | 26 octobre 1992   | 29  | 197        |
| 19     | Jocelyn Bartram (GB) | 4 mai 1993        | 29  | 58         |
| 20     | Karri Somerville     | 7 avril 1999      | 23  | 17         |
| 21     | Renée Taylor         | 28 septembre 1996 | 25  | 93         |
| 24     | Mariah Williams      | 31 mai 1995       | 27  | 97         |
| 29     | Rebecca Greiner      | 13 juin 1999      | 23  | 21         |
| 30     | Grace Stewart (C)    | 28 avril 1997     | 25  | 91         |

### Nouvelle-Zélande
La sélection est annoncée le 11 juin 2022.
Entraîneur:  Darren Smith
| Numéro | Joueur              | Date de naissance | Âge | Sélections |
| ------ | ------------------- | ----------------- | --- | ---------- |
| 1      | Tarryn Davey        | 29 février 1996   | 26  | 72         |
| 2      | Olivia Shannon      | 23 mai 2001       | 21  | 39         |
| 3      | Alex Lukin          | 29 mai 1997       | 25  | 4          |
| 4      | Olivia Merry (C)    | 16 mars 1992      | 30  | 246        |
| 5      | Frances Davies      | 18 octobre 1996   | 25  | 89         |
| 6      | Hope Ralph          | 14 avril 2000     | 22  | 20         |
| 7      | Aniwaka Haumaha     | 22 avril 1989     | 33  | 69         |
| 10     | Brooke Roberts (GB) | 16 février 1995   | 27  | 8          |
| 14     | Tyler Lench         | 8 juin 1997       | 25  | 3          |
| 15     | Grace O'Hanlon (GB) | 10 septembre 1992 | 29  | 75         |
| 17     | Stéphanie Dickins   | 9 janvier 1995    | 27  | 39         |
| 18     | Anna Crowley        | 8 février 2000    | 22  | 1          |
| 19     | Tessa Jopp          | 18 juin 1995      | 27  | 33         |
| 20     | Megan Hull (C)      | 12 mai 1996       | 26  | 47         |
| 21     | Alia Jaques         | 20 mai 1995       | 27  | 17         |
| 22     | Katie Doar          | 11 septembre 2001 | 20  | 27         |
| 26     | Kaitlin Cotter      | 14 novembre 2001  | 20  | 6          |
| 32     | Rose Tynan          | 20 mars 1997      | 25  | 3          |

### Écosse
La sélection est annoncée le 13 juin 2022.
Entraîneur:  Chris Duncan
| Numéro | Joueur               | Date de naissance | Âge | Sélections |
| ------ | -------------------- | ----------------- | --- | ---------- |
| 1      | Jennifer Eadie       | 8 août 1995       | 27  | 70         |
| 2      | Nicola Cochrane (GB) | 8 décembre 1993   | 28  | 88         |
| 3      | Louise Campbell      | 1er avril 1994    | 28  | 43         |
| 4      | Eve Pearson          | 2 octobre 2001    | 20  | 0          |
| 6      | Becky Ward           | 12 décembre 1988  | 33  | 174        |
| 8      | Amy Costello         | 14 janvier 1998   | 24  | 91         |
| 9      | Katie Robertson      | 11 décembre 1996  | 25  | 50         |
| 10     | Sarah Robertson (C)  | 27 septembre 1993 | 28  | 169        |
| 12     | Charlotte Watson     | 23 avril 1998     | 24  | 84         |
| 14     | Elizabeth Wilson     | 28 février 2000   | 22  | 4          |
| 15     | Heather McEwan       | 22 juillet 1994   | 27  | 0          |
| 17     | Sarah Jamieson       | 5 mai 1994        | 28  | 67         |
| 18     | Millie Steiger       | 18 novembre 1998  | 23  | 24         |
| 20     | Bronwyn Shields      | 1er février 2001  | 21  | 8          |
| 21     | Jessica Ross         | 28 novembre 1996  | 25  | 7          |
| 26     | Robyn Collins        | 23 septembre 1992 | 29  | 73         |
| 27     | Fiona Burnet         | 10 octobre 1996   | 25  | 73         |
| 29     | Amy Gibson (GB)      | 13 juillet 1989   | 32  | 119        |

### Afrique du Sud
La sélection a été annoncée le 8 juin 2022.
Entraîneur:  Giles Bonnet
| Numéro | Joueur                   | Date de naissance | Âge | Sélections |
| ------ | ------------------------ | ----------------- | --- | ---------- |
| 1      | Maboloke Serage (GB)     | 14 avril 2000     | 22  | 0          |
| 4      | Jean-Leigh du Toit       | 18 janvier 2000   | 22  | 0          |
| 5      | Edith Molikoe            | 23 mai 2000       | 22  | 5          |
| 7      | Marizen Marais           | 17 mai 1996       | 26  | 36         |
| 8      | Kristen Paton            | 21 décembre 1996  | 25  | 43         |
| 9      | Robyn Johnson            | 7 décembre 1990   | 31  | 28         |
| 10     | Onthatile Zulu           | 14 mars 2000      | 22  | 14         |
| 11     | Hanrie Louw              | 15 décembre 2001  | 20  | 5          |
| 13     | Lisa-Marie Deetlefs      | 8 septembre 1987  | 34  | 271        |
| 16     | Erin Hunter              | 20 mars 1992      | 30  | 63         |
| 18     | Hannah Pearce            | 17 novembre 1998  | 23  | 16         |
| 19     | Lilian du Plessis        | 17 décembre 1992  | 29  | 145        |
| 23     | Bernadette Coston (C)    | 17 août 1989      | 32  | 155        |
| 24     | Phumelela Mbande (C, GB) | 8 mars 1993       | 29  | 57         |
| 26     | Shirndre-Lee Simmons     | 8 mars 1997       | 25  | 5          |
| 28     | Quanita Bobbs            | 3 septembre 1993  | 28  | 142        |
| 29     | Tarryn Glasby            | 23 janvier 1995   | 27  | 52         |
| 31     | Bianca Wood              | 20 février 2000   | 22  | 12         |

### Kenya
La sélection a été annoncée le 22 juillet 2022.
Entraîneur:  Jacqueline Jow
| Numéro | Joueur                 | Date de naissance | Âge | Sélections |
| ------ | ---------------------- | ----------------- | --- | ---------- |
| 1      | Quinter Okore (GB)     | 24 août 1996      | 25  | 0          |
| 2      | Jeriah Onsare          | 4 novembre 1999   | 22  | 3          |
| 3      | Nichole Odhiambo       | 20 décembre 2002  | 19  | 0          |
| 4      | Vivian Onyango         | 30 mars 1999      | 23  | 4          |
| 5      | Caroline Guchu         | 23 octobre 1998   | 33  | 49         |
| 6      | Lynne Kipsang          | 17 septembre 1999 | 22  | 7          |
| 7      | Mourine Owiti          | 5 mars 2000       | 22  | 7          |
| 8      | Alice Owiti (C)        | 5 mars 2000       | 22  | 11         |
| 10     | Naom Kemunto           | 7 octobre 2000    | 21  | 7          |
| 11     | Beatrice Mbugua        | 7 octobre 1994    | 27  | 16         |
| 13     | Grace Bwire            | 1er décembre 2001 | 20  | 7          |
| 14     | Milicent Adhiambo (GB) | 29 septembre 2002 | 19  | 4          |
| 16     | Gilly Okumu            | 29 avril 1995     | 27  | 19         |
| 17     | Flavia Mutiva          | 20 avril 1990     | 32  | 40         |
| 18     | Lynn Mwangi            | 30 mai 1999       | 23  | 7          |
| 19     | Maureen Okumu          | 2 avril 1996      | 26  | 17         |
| 21     | Eleanor Chebet         | 24 juillet 2001   | 21  | 7          |
| 22     | Joan Maranda           | 6 août 2001       | 20  | 0          |